# Anomospermum grandifolium
Anomospermum grandifolium är en tvåhjärtbladig växtart som beskrevs av August Wilhelm Eichler. Anomospermum grandifolium ingår i släktet Anomospermum och familjen Menispermaceae. Inga underarter finns listade i Catalogue of Life.